# Chelonibia testudinaria
Chelonibia testudinaria — вид щелепоногих ракоподібних ряду морських жолудів (Balanomorpha). Поширений в Атлантичному океані, Середземному морі та Мексиканській затоці. Мешкає на панцирах морських черпах.

## Опис

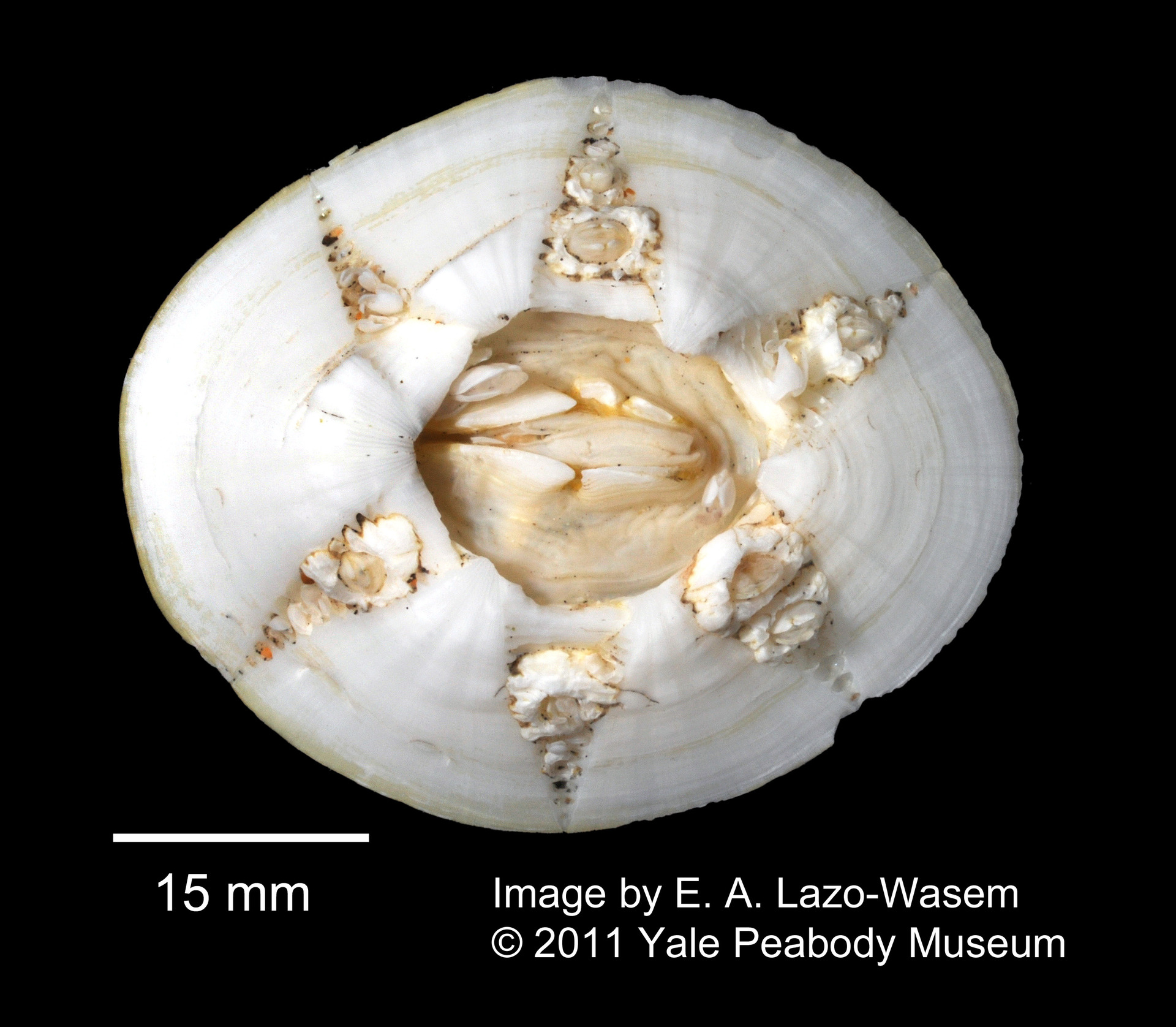

Самиці C. testudinaria мають плоску, низькоконічну форму. Цирруси IV, V і VI короткі, а на радіусах у місцях з'єднання пластин є неглибокі овальні западини. Карликові самці зазвичай селяться в цих западинах. Максимально зареєстрований розмір — 70 мм.

## Спосіб життя
Симбіонт довгоголової морської черепахи (Caretta caretta). Рачок може переміщатися на панцирі черепахи, шукаючи оптимальне положення з максимальним потоком води і, таким чином, з найбільшими можливостями фільтрації. Переміщення становить до 1,4 мм на день. За кілька місяців він може перетнути декілька щитків.